# Bertha Badt-Strauss
Bertha Badt-Strauss (ur. 7 grudnia 1885 we Wrocławiu, zm. 20 lutego 1970 w Chapel Hill) – niemiecka pisarka pochodzenia żydowskiego, tłumaczka, syjonistka, jedna z pierwszych kobiet z tytułem doktorskim w Niemczech.

## Życiorys
Przyszła na świat jako córka filologa Benno Badta i nauczycielki Marthy z Guttmanów. 
Studiowała literaturę i filozofię we Wrocławiu, Berlinie i Monachium. Była jedną z pierwszych kobiet w Niemczech z tytułem doktorskim. Uzyskała go na podstawie rozprawy pt. Annette von Droste-Hülshoff, ihre dichterische Entwicklung und ihr Verhältnis zur englischen Literatur (Annette von Droste-Hülshoff: jej poetycki rozwój i relacja z angielską literaturą).
Od 1913 mieszkała w Berlinie z mężem Bruno Straussem, pedagogiem. W 1921 urodziła syna Albrechta. Wkrótce zachorowała na stwardnienie rozsiane.
Była syjonistką, zwolenniczką Haskali i aktywną członkinią społeczności żydowskiej w Berlinie. Pisała artykuły do gazet żydowskich (np. „Jüdische Rundschau”, „Der Jude”, „Israelitische Familienblatt”, „Blätter des Jüdischen Frauenbundes” i „Der Morgen”). Współtworzyła dwie żydowskie encyklopedie: Encyclopaedia Judaica i Jüdisches Lexikon. Była tłumaczką dzieł Anette von Droste-Hülshoff, Achima von Arnima, Mosesa Mendelssohna, Fanny Lewald, Hermanna Cohena, Raheli Varnhagen, Heinricha Heinego, Süßkinda von Trimberga, Profiata Durana i Leona z Modeny. Napisała biografię Elise Reimarus, ale nie została ona opublikowana. Ukazały się natomiast jej opowiadania, powieść i zbiorowa biografia żydowskich kobiet. Na temat nowego ujęcia roli żydowskich kobiet. W „Jischuw” zachęcała kobiety do aktywnego uczestnictwa w życiu społecznym. Napisała ponad 600 tekstów, interpretując cele żydowskiej Haskali. 
Uczestniczyła w ruchu kobiecym w Niemczech. Pisała o niemieckiej literaturze, publikowała w niemieckich czasopismach.
W 1939 wyemigrowała z nazistowskich Niemiec do Stanów Zjednoczonych. Zamieszkałą w Shreveport w Luizjanie. Jej mąż był profesorem w Centenary College of Louisiana.
Publikowała w różnych żydowsko-amerykańskich czasopismach („Aufbau”, „The Jewish Way”, „The Menorah Journal”, „The Reconstructionist”, „The National Jewish Monthly”, „Hadassah Newsletter and Women's League Outlook”).

## Wybrane prace
- Annette von Droste-Hülshoff, ihre dichterische Entwicklung und ihr Verhältnis zur englischen Literatur, Leipzig 1909
- Rahel und ihre Zeit. Briefe und Zeugnisse, wybór Bertha Badt, München 1912
- Marx Gertrud. Jüdische Gedichte, wybór Bertha Badt, Berlin 1919
- (jako Bath Hillel) In Bene Berak und andere Erzählungen, Berlin 1920
- Die Lieder des Süßkind von Trimberg, red. i tłum. Bertha Badt, Berlin 1920
- Mendelssohn Moses, Der Mensch und das Werk. Zeugnisse, Briefe, Gespräche, red. i wstęp Bertha Badt-Strauss, Berlin 1929
- Jüdinnen, Berlin 1937
- Cohen Hermann. Briefe, wybór i red. Bertha i Bruno Straussowie, Berlin 1939
- White Fire. The Life and Works of Jessie Sampter, New York 1956[1].